# Polje Čepić
 Polje Čepić  (olaszul: Piana d’Arsa ) falu Horvátországban, Isztria megyében. Közigazgatásilag Kršanhoz tartozik.

## Fekvése
Az Isztriai-félsziget északkeleti részén, Labintól 18 km-re, községközpontjától 4 km-re északra, az A8-as autópályát a 64-es számú főúttal összekötő 500-as számú út mellett, a Čepići mező délnyugati részén fekszik. Határának legnagyobb része az a termékeny mező, mely az 1930-as években kiszáradt tó helyén található.

## Története
A falut 1102-ben említik először,  a kožljaki uradalomhoz tartozott. Filip Gutenek Kožljak grófja 1385-ben e földet a pálosoknak adta, hogy ott a Čepić-tó partján Szűz Mária tiszteletére kolostort építsenek. A kolostor 1783-ban a rend megszüntetésekor megüresedett és pusztulásnak indult. Plébániáját 1606-ban említik először. Plébániatemplomát 1872-ben építették. A falunak 1880-ban 253, 1910-ben 274 lakosa volt. A Čepić-tavat 1932 és 1933 között kiszárították úgy, hogy a vizét egy csatornával a Plomini-öbölnél a tengerbe vezették. A tó helyén termékeny mező keletkezett, melyen mezőgazdasági tevékenység folyik. A falunak 2011-ben 148 lakosa volt.

## Lakosság
| Lakosság változása | Lakosság változása | Lakosság változása | Lakosság változása | Lakosság változása | Lakosság változása | Lakosság változása | Lakosság változása | Lakosság változása | Lakosság változása | Lakosság változása | Lakosság változása | Lakosság változása | Lakosság változása | Lakosság változása | Lakosság változása |
| ------------------ | ------------------ | ------------------ | ------------------ | ------------------ | ------------------ | ------------------ | ------------------ | ------------------ | ------------------ | ------------------ | ------------------ | ------------------ | ------------------ | ------------------ | ------------------ |
| 1857               | 1869               | 1880               | 1890               | 1900               | 1910               | 1921               | 1931               | 1948               | 1953               | 1961               | 1971               | 1981               | 1991               | 2001               | 2011               |
| 0                  | 0                  | 253                | 221                | 241                | 274                | 0                  | 0                  | 319                | 411                | 341                | 289                | 304                | 257                | 168                | 148                |

## Nevezetességei
- A Szentháromság tiszteletére szentelt plébániatemploma 1872-ben épült.
- Szent Justus tiszteletére szentelt temetőkápolnája 13. századi.
- Szűz Mária tiszteletére szentelt pálos kolostora.[4] A pálos szerzetesek a Čepić-tó szigetén már 1287 -ben felépítették az első kolostorukat és templomukat. A kolostort 1782-ben szüntették meg. Az egykori pálos kolostor épületét a 14. század végétől és a 15. század elejétől átépítették, de elrendezésében és magasságában megőrizte eredeti formáját. A Szűz Mária-templomot 1940-ben bontották le. A kolostornak három, egyszintes szárnya van, melyek egy négyzet alakú központi udvart vesznek körül. A templom helyén a külső homlokzat mentén egy kétszárnyú lépcsőt építettek be, amely az első emeleti lakótérbe vezet. A reneszánsz harangtorony a kolostor egyik sarka fölött, az egykori templom előtt található. A bejárat mentén fennmaradtak a templom gótikus pillérei. Az egykori pálos kolostorból került elő Márton kožljaki gróf 1492-ből származó sírfedőlapja, melyet ma a belaji kastély kápolnájában őriznek.